# Moisej Kas'janik
Moisej Davidovič Kas'janik (in russo Моисе́й Дави́дович Касья́ник?; in ucraino Мойсей Давидович Касьяник?, Mojsej Davydovyč Kas'janyk; Novožitomir, 10 novembre 1911 – Leningrado, 31 dicembre 1988) è stato un sollevatore sovietico di origine ucraina, medagliato mondiale ed europeo, che ha gareggiato nelle categorie dei pesi gallo e pesi piuma.

## Biografia
Di origini ucraine, nato il 10 novembre 1911 nella colonia agricola ebraica di proprietà statale di Novo-Žitomir, che era situata nel Governatorato di Cherson (adesso villaggio di Novožitomir, situato nel Distretto di Kryvyj Rih, appartenente all'Oblast' di Dnipropetrovs'k), il fratello è il ginnasta Michail Davidovič Kas'janik e dei suoi quattro figli uno, Pavel Kas'janik, è psicologo e psicoterapeuta; il secondo, Michail Moiseevič Kas'janik, è traduttore. Altre due figlie sono Zinaida e Regina.
Laureato presso l'Istituto di Cultura Fisica intitolato a P. F. Lesgaft a Leningrado, dopo il ritiro dall'attività agonistica ha insegnato presso il Dipartimento di Educazione Fisica dell'istituto di costruzione di Stalingrado. Morì il 31 dicembre 1988 a Leningrado.

## Carriera
Ha militato dapprima nella Dinamo Charkiv, quindi dal 1936 per lo Stroitel Zaporož'e, dal 1937 per la Dinamo Tbilisi e dal 1948 per la Dinamo Stalingrado. A livello nazionale stabilì 24 record sovietici nelle categorie dei pesi gallo e dei pesi piuma, e fu campione sovietico nel 1936 e 1937 nella divisione dei pesi gallo, e nel 1943, 1944 e 1946 nella categoria dei pesi piuma; medaglia d'argento (1938, 1939, 1940, 1947, 1948) e di bronzo (1950) del campionato sovietico.
Vincitore delle III Olimpiadi internazionali dei lavoratori del 1937 ad Anversa nella categoria dei pesi gallo, fu medaglia di bronzo ai campionati mondiali del 1946 di Parigi e d'argento ai campionati europei del 1946 di Parigi; inoltre, fu medaglia di bronzo ai campionati europei del 1947 di Helsinki nella categoria dei pesi piuma.